# Station Gobowen
Gobowen is een spoorwegstation van National Rail in Gobowen, Oswestry in Engeland. Het station is eigendom van Network Rail en wordt beheerd door Transport for Wales. Het station is Grade II listed